# GP Basic
GP Basic (em coreano:  지피 베이직) foi um grupo feminino sul-coreano que estreou em 15 de agosto de 2010. Na época de sua estréia, elas foram consideradas como o grupo feminino sul-coreano "mais jovem" com uma média de idade inferior a 13 anos. A idade de sua integrante mais nova, Janey, causou controvérsia seguido pela estréia de um grupo mais jovem ainda, o G-story, cujas integrantes tinham idade abaixo de 10 anos. Isso levou à novas regulamentações na Coreia do Sul.

## Carreira
O grupo era composto por seis meninas sob a Jacyhan International. As meninas fizeram sua estréia com sua música Game em agosto de 2010. A idade média do grupo durante sua estréia foi de 13,5 anos, causando controvérsia.
Em novembro de 2010, a integrante mais nova, Janey, foi proibida de se apresentar em shows musicais devido a novas regulamentações relativas à idade.
Em 2011, o GP Basic fez seu retorno em vários programas musicais com o single Jelly Pop. Sua nova canção consiste em um conceito muito interessante em relação à cor de seus cabelos, que eram todos loiros tingidos. O membro mais jovem, Janey, ganhou muito interesse devido à sua excepcional confiança, habilidades de rap e danças no palco, apesar de sua idade jovem.
Em 2013, anunciou-se que Janey iria se juntar à D-Unit como membro convidado. No entanto, o grupo sentou-se para uma entrevista com a Star N News, onde Janey afirmou que o GP Basic não se separou e ainda é membro do grupo. Ela explicou: Eu me encargo do rap, da energia e da beleza na equipe. No passado, eu sempre quis tentar estar com D-Unit e fico feliz por ter realmente tido a chance de retornar antecipadamente, ela continuou: Embora eu ingressasse na D-Unit, o GP Basic não está se separando. Eu encaixo no conceito de álbum atual da D-Unit, então eu me juntei como um membro convidado. Ela foi recomendada por Zico do Block B em D-Unit, em seguida, voltou para GP Basic em julho de 2013.
Durante seu tempo com D-Unit, Janey desempenhou um papel no drama The Queen's Classroom. Enquanto ela não ganhou prêmios, a atuação de Janey foi louvada pelo ídolo, a atriz Ahn Sohee.
Em 1 de janeiro de 2014, a foto oficial do Facebook do grupo foi alterada para anunciar seu retorno em fevereiro de 2014. O grupo fez um retorno em 6 de fevereiro de 2014, com Pika Burnjuck. Seu retorno foi feito com apenas cinco membros - como Leah tinha deixado o grupo.
No início de 2015, o GP Basic iniciou as promoções na China sem Janey. Essas promoções continuaram até o verão, mas sem Trinity ou Janey. Zion, Amet e Mui tocaram como GP Super. Elas ainda não lançaram um novo single, mas tocaram covers e Pika-Burnjuck em alguns programas de música chineses.
Após sua partida do grupo, Janey (sob o nome atual de Byeon Seung Mi) fez uma aparição no popular drama The Producers como cantora novata Jini (Jin-Hee).
Em julho de 2016, Janey (usando seu nome artístico novamente) juntou-se ao elenco do Unpretty Rapstar Volume 3 e terminou a temporada em um sétimo lugar. Foi revelado que ela agora é uma estagiária sob LOEN Entertainment e pode estrear com seu próximo grupo de garotas. Em 23 de outubro, Janey anunciou que assinou um contrato exclusivo com a MBK Entertainment.

## Ex-Integrantes
- Hannah (em coreano:  혜나), nascida Jeon Yejoo (em coreano:  전예주) em 30 de março de 1996 (28 anos).
- Zion (em coreano:  자이온), nascida Park Sohee (em coreano:  박소희) em 6 de abril de 1996 (28 anos).
- Leah (em coreano:  레아), nascida Kim Yoohyun (em coreano:  김유현) em 25 de julho de 1996 (28 anos).
- Trinity (em coreano:  트리니티), nascida Jung Hyewon (em coreano:  정혜원) em 9 de setembro de 1996 (28 anos).
- Amet (em coreano:  에미트), nascida Kim Yeonhee (em coreano:  김연희) em 14 de outubro de 1996 (28 anos).
- Mui (em coreano:  무이), nascida Kim Mooyi (em coreano:  김무이) em 25 de dezembro de 1996 (28 anos).
- Janey (em coreano:  제이니), nascida Byun Seungmi (em coreano:  변승미) em 14 de agosto de 1998 (26 anos).

## Discografia

### Singles
- 2010: Game
- 2010: I'll Be There
- 2011: Jelly Pop
- 2011: V
- 2011: Christmas Carol
- 2012: Edge Ta
- 2014: Black Bounce
- 2014: Pika Burnjuck